# Schaereria corticola
Schaereria corticola är en lavart som beskrevs av Lars-Erik Muhr och Tor Tønsberg. Schaereria corticola ingår i släktet Schaereria, och familjen Schaereriaceae. Arten är reproducerande i Sverige.